# Niederbreitbach
Niederbreitbach ist eine Ortsgemeinde und ein staatlich anerkannter Luftkurort im Landkreis Neuwied im Norden von Rheinland-Pfalz. Die Ortsgemeinde gehört der Verbandsgemeinde Rengsdorf-Waldbreitbach an.

## Geographie

### Geographische Lage
Niederbreitbach liegt im mittleren Wiedtal, ca. 14 Kilometer von Neuwied entfernt. In Niederbreitbach mündet der Fockenbach in die Wied; dieses Tal ist als Kernzone des Naturparks Rhein-Westerwald ausgewiesen. Auf einem Felsen oberhalb des Talgrunds, von diesem allerdings unsichtbar, liegt die Burgruine Neuerburg aus dem 12. Jahrhundert.

### Ortsteile und Wohnplätze
Folgende Ortsteile und Wohnplätze gehören zur Gemeinde:

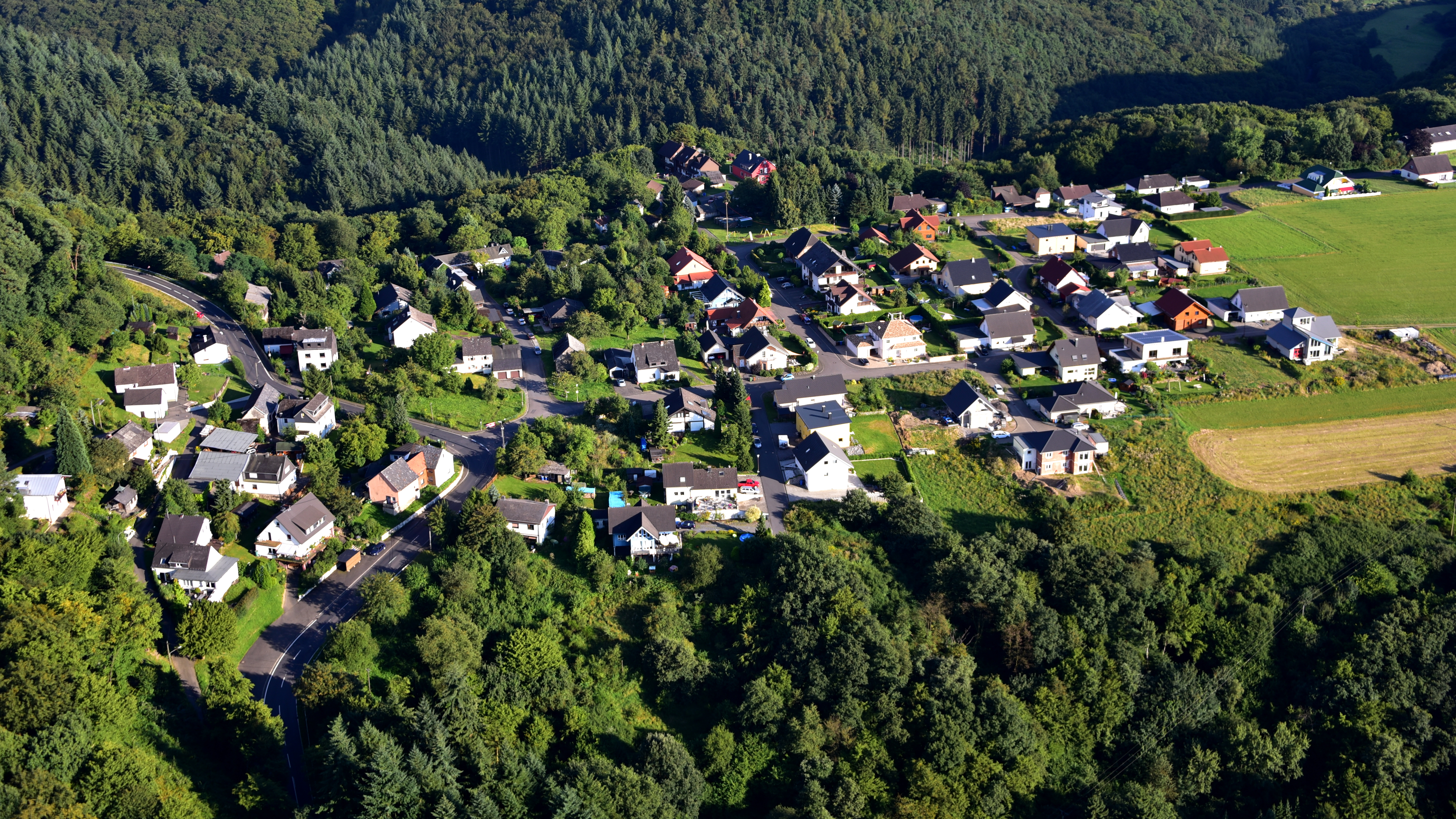
Wolfenacker, Luftaufnahme (2016)

- Ackerhof
- Bürder
- Clemenshütte
- Haus Nonnenbach
- Hegerhof
- Kelterhof
- Kurtenacker
- Niederbreitbach
- Wolfenacker

## Geschichte

### Mittelalter
Bei der Anlegung des jetzigen Friedhofs wurden 1930 Gräber aus fränkischer Zeit (etwa 7. oder 8. Jahrhundert) aufgefunden. Seine erste urkundliche Erwähnung findet der Ort im Jahr 857 mit „Bretbah“ als die Grenze des Zehntbezirks von Rengsdorf beschrieben wird. Dieser Ort war mit den übrigen Orten im Zehntbezirk dem Koblenzer Castorstift abgabenpflichtig. Die Orte im Wiedtal, die zum Kirchspiel „Breitbach“ gehörten, waren schon in frühester geschichtlicher Zeit unter der Bezeichnung „Im Grunde Breitbach“ zusammengefasst. Für Ober- und Niederbreitbach galt, dass immer dort „Walt-Breitbach“ war, wo jeweils die Verwaltung untergebracht war.
Durch den kurkölnischer Erzbischof Arnold II. von Wied wird im Jahr 1173 für das Stift der Benediktinerinnen in Schwarz-Rheindorf in Niederbreitbach ein Hof angelegt („Rheindorfer Hof“). Ein Nachfolger von Arnold, Philipp I. von Heinsberg, kauft 1197 die beiden wiedischen Breitbach und bringt sie so in die kurkölnische Oberhoheit.
In einer Urkunde aus dem Jahr 1278 wird ein „Hof Acker“ (up deme ackere) erwähnt, der um 1265 erbaut wurde, heute der Ortsteil Ackerhof. In einer Verkaufsurkunde aus dem Jahr 1393 werden verschiedene Flurbezeichnungen genannt, die auch heute noch gebräuchlich sind. Im heutigen Ortsteil Bürder wird 1468 erstmals der „Hof Schützeichel“ mit dem Namen „Schudensichel“ erwähnt, der Hof war im Besitz des Klosters Heisterbach, weshalb dieser auch zeitweise „Heisterbacher Hof“ genannt wurde.

### Neuzeit

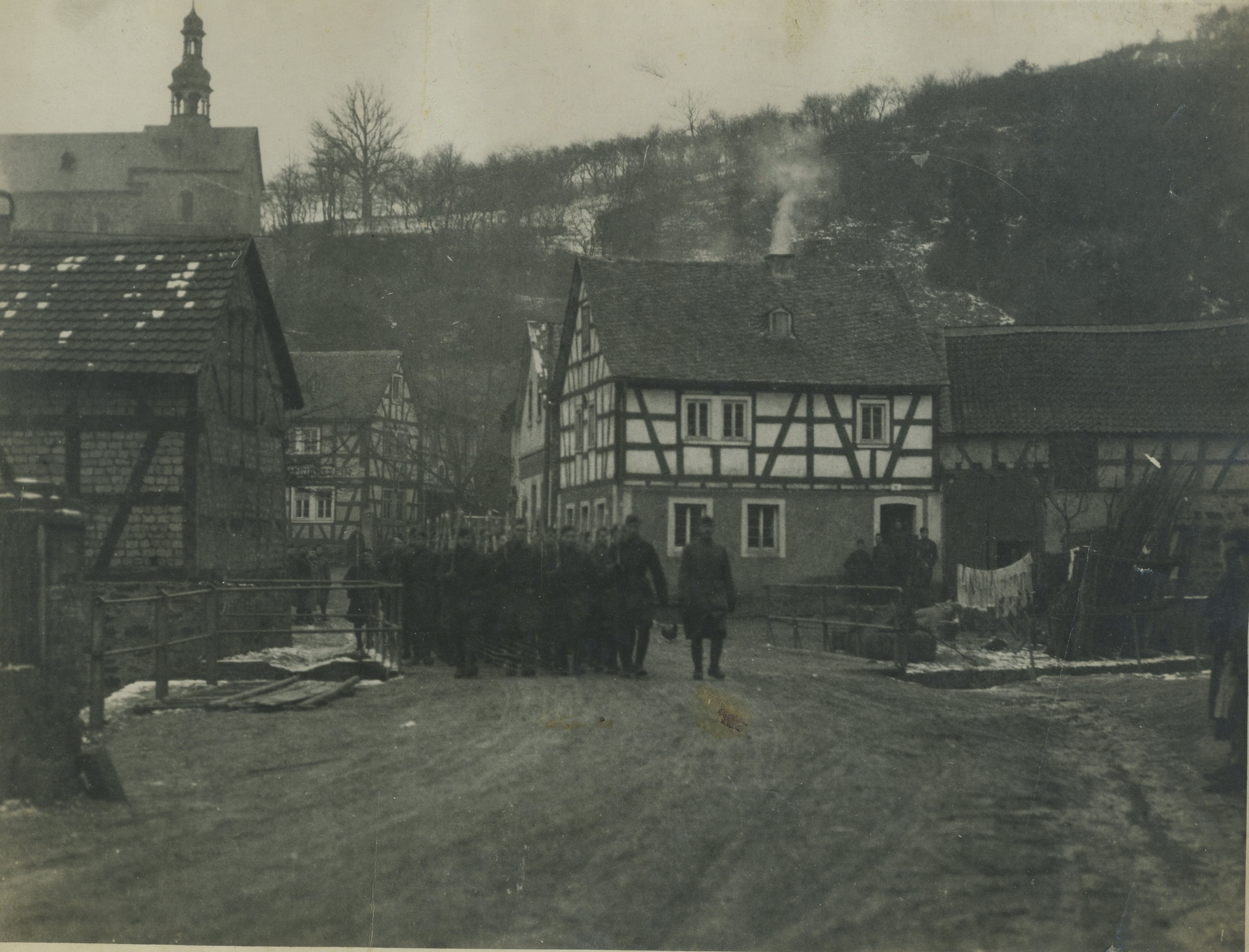
Niederbreitbach ca. 1919 mit US-Soldaten

Dass Niederbreitbach (Nidder Breitbach) schon 1505 ein Weinort war, geht aus einer Verkaufsurkunde hervor. Ein Servais (Servatius) aus Leubsdorf (Lupsdorf) verkaufte dem Amtmann Nesselrode (heute: Nesselrath) 14 Morgen Weingartenbruch und „das Argendorfer Gut“. Aus einem bei einer Vermessung von Hof und Feldern durch das Stift Schwarz-Rheindorf geführten „Lagerbuch“ aus dem Jahr 1583 gehen verschiedene Flurnamen und die erste Erwähnung der Ortschaft Wolfenacker hervor. Aus den Aufzeichnungen ergibt sich auch, dass „Grefenbreitbach“ (Greffier = Gerichtsschöffe) eine so genannte Hubengerichtsbarkeit hatte und an drei festgelegten Tagen im Jahr Gericht gehalten wurde.
Mitte des 17. Jahrhunderts wurde Niederbreitbach Verwaltungsort des Kirchspiels.
Im Jahr 1821 wurde in Auswirkung der Säkularisation der „Rheindorfer Hof“ mit seinen Liegenschaften versteigert, das Gebäude wurde niedergelegt.

### Burg Neuerburg
Die unweit des Fockenbachtals liegende Neuerburg wurde um das Jahr 1170 von Ludwig II. von Thüringen erbaut. Um 1250, in der Folge des Todes von Heinrich III. von Sayn, wurde die Burg mit dem Amt Breitbach dem Erzstift Köln übergeben. Seit dem 17. Jahrhundert begann der Verfall der Burg. Inzwischen sind aufgrund einer Privatinitiative Teile der Burg wiederhergestellt.

### Kirchengeschichte

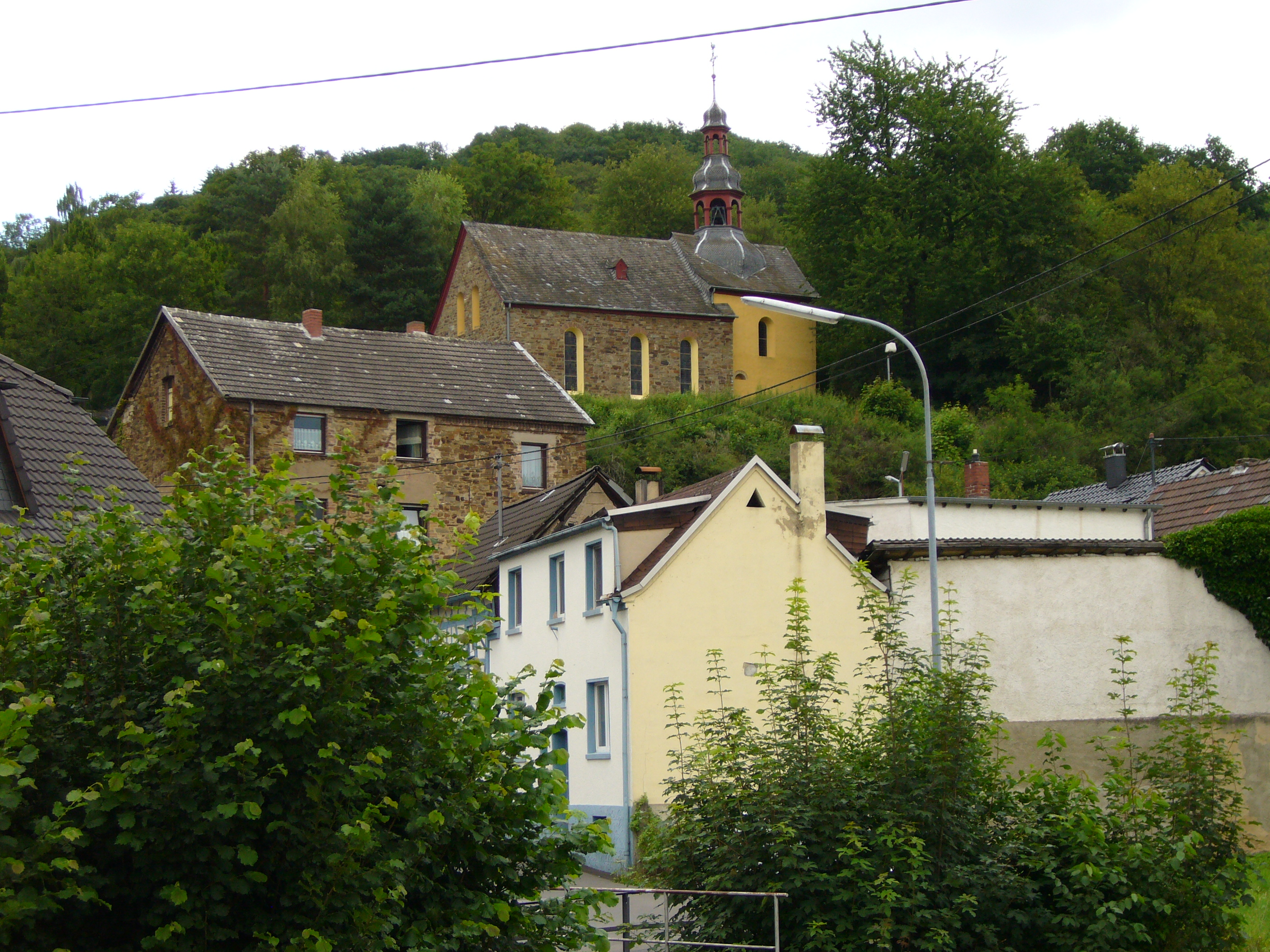
Friedhofskapelle und ehemalige Schule (Bruchsteingebäude)

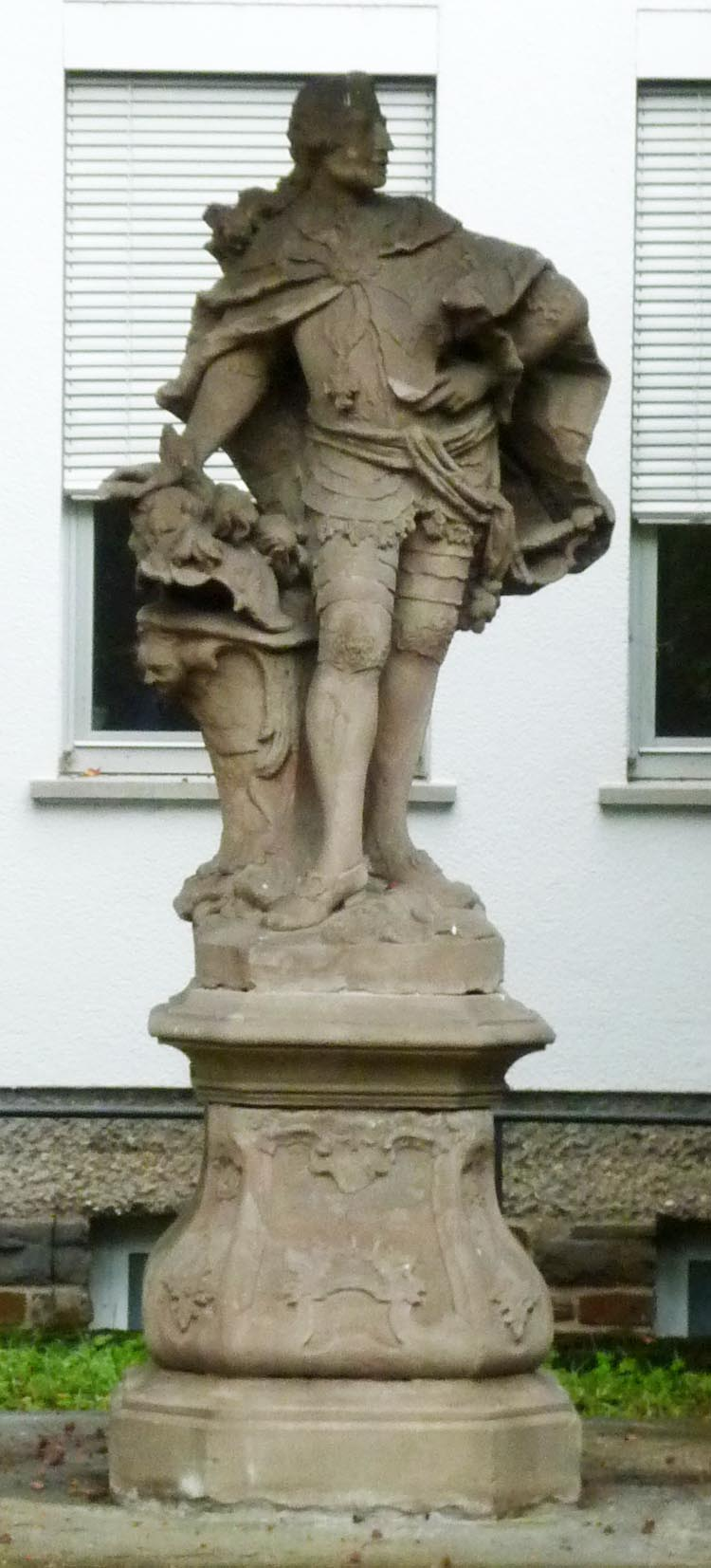
Kurfürst Clemens August Denkmal

In der bereits erwähnten Urkunde der Benediktinerinnen von Schwarz-Rheindorf aus dem Jahr 1393 wird auch der Name „nycolausberg“ (heute „Clausberg“) aufgeführt. Dies ist die erste Erwähnung der Kapelle, die St. Nikolaus geweiht war. Es ist anzunehmen, dass der Bau der Kirche auf die Benediktinerinnen in Schwarz-Rheindorf zurückgeht. Bis 1583 stand nur der heute noch erhaltene Teil des Chors. Im Truchsessischen Krieg zogen die Feinde Kurkölns brandschatzend durch das Wiedtal und zerstörten die Kirchen. Im Jahr 1583 erhielt die St. Nikolauskapelle einen ersten Anbau mit einer barocken Innenausstattung. In den Jahren 1833 bis 1838 wurden an der Kapelle durchgreifende Renovierungen ausgeführt. Der westliche Teil des Anbaus erfolgte 1912 und wurde großenteils 1975 niedergelegt. Die Kapelle wurde 1977 an die Zivilgemeinde gegeben zur Nutzung als Friedhofskapelle.
Mit bischöflicher Urkunde vom 1. Mai 1961 wurde die katholische Pfarrvikarie St. Laurentius selbständige Pfarrei. Die Grundsteinlegung zur neuen Pfarrkirche erfolgte 1966. Seit Ostern 1968 ist die Kirche St. Laurentius Pfarrkirche von Niederbreitbach.

### Clemenshütte
Ende des 18. Jahrhunderts spielte der Bergbau in der Region eine nicht unerhebliche Rolle. Auf der anderen Seite der Wied in Richtung Hausen lag die Grube Heinrich. Im Fockenbachtal Richtung Niederhonnefeld lagen die Grube Louisenglück und die Grube Ferdinand. Hier wurde Kupfer abgebaut. Zur Verhüttung der gewonnenen Kupfererze wurde 1750 mit dem Bau der Clemenshütte begonnen. Benannt wurde die Hütte nach dem Kölner Kurfürsten Clemens August (1723–1761). Im Jahr 1752 wurde die Hütte in Betrieb genommen. In einem Bericht des Bergrats Zeppenfeld an den Kurfürsten Maximilian Franz (1784–1801) aus dem Jahre 1787 ist dann statt von einer Kupferhütte von einer Eisenhütte die Rede. In diesem Bericht wird unter anderem ausgeführt, dass hier ein Hochofen und ein Kupferschmelzofen mit vier Hämmern und Feuer gestanden haben. Es ist möglich, dass hier neben Kupfer auch Eisen verarbeitet wurde, am Wiedufer gegenüber von Waldbreitbach gibt es heute noch einen ehemaligen Stollen, aus dem sich stark eisenhaltiges Wasser ergießt.
Der Standort der Hütte ließ – auch wegen der schlechten Verkehrsverbindungen – eine Rentabilität nie aufkommen. Im Jahr 1811 wurde die Hütte versteigert und 1812 der Betrieb eingestellt. Bis 1961 stand auf dem ehemaligen Hüttengelände ein Denkmal des Kurfürsten, heute steht es auf dem Gelände der ehemaligen Firma Boesner in Niederbieber.

### Die Schule
Von 1792 bis 1803 war Matthias Wittlich der nachgewiesene Lehrer der kurkölnischen Normalschule in Niederbreitbach. Mit dem Datum 15. Mai 1821 wird wieder von der Schule in Niederbreitbach berichtet. Der Bürgermeister wendet sich an den königlichen Landrat in Heddesdorf, um die Schule für 55 Gulden renovieren zu lassen. Wo diese Schule gelegen hat, ist heute nicht mehr bekannt. Sie dürfte aber sehr klein gewesen sein, denn am 5. November 1824 genehmigte die fürstliche Verwaltung in Dierdorf den Ankauf eines Hauses, das bis dahin einem Bertram Steiner gehörte. Aus einem Schriftwechsel des Lehrers mit der Gemeinde und der Schulaufsicht geht hervor, dass Niederbreitbach im Jahr 1837 insgesamt 96 schulpflichtige Kinder hat. Weiter geht aus dem Schriftwechsel hervor, dass für alle Kinder nur ein Raum zur Verfügung stand und der Lehrer die Kinder im „Schicht-Betrieb“ vormittags und nachmittags unterrichtete.
Schon vorher kaufte die Gemeinde ein größeres Anwesen, „Hümmerichs Scheune“, für 430 Taler, weitere 386 Taler wurden für Reparaturen ausgegeben. 1840 wurde diese Schule bezogen. Auch diese Schule erwies sich bald als zu klein 1877 zogen die Schüler in das Gemeindehaus um. Endlich im Jahr 1910 wurde dann die Volksschule neu gebaut, heute die heutige Grundschule „Neuerburgschule“.

### Bevölkerungsentwicklung
Die Entwicklung der Einwohnerzahl von Niederbreitbach, die Werte von 1871 bis 1987 beruhen auf Volkszählungen.
| Jahr | Einwohner |
| ---- | --------- |
| 1815 | 515       |
| 1835 | 656       |
| 1871 | 656       |
| 1905 | 626       |
| 1939 | 749       |
| 1950 | 834       |
| 1961 | 949       |

| Jahr | Einwohner |
| ---- | --------- |
| 1970 | 1.070     |
| 1987 | 1.204     |
| 1997 | 1.469     |
| 2005 | 1.521     |
| 2011 | 1.568     |
| 2017 | 1.585     |
| 2023 | 1.526     |

## Religion
Die katholische Gemeinde feiert ihre Messen in der St.-Laurentius-Kirche (Pfarrkirche) zu Niederbreitbach.
Ein bekanntes Mitglied dieser Kirchengemeinde war Peter Wirth (1830–1871), der als Bruder Jakobus die Kongregation der Franziskanerbrüder vom Heiligen Kreuz (FFSC) in Hausen (Kreis Neuwied) gründete. Die benachbarte Kreuzkapelle gilt als der Stiftungsort der Franziskaner im benachbarten Hausen.
Ein weiteres bekanntes Mitglied dieser Pfarrei war Rosa Flesch (1826–1906), Gründerin der Franziskanerinnen von der allerseligsten Jungfrau Maria von den Engeln (FBMVA), Baumeisterin von psychiatrischen Anstalten, Krankenhäusern, Verwahranstalten für Alte und Kinder sowie Nähschulen.

## Politik

### Bürgermeister
Frank Jacke wurde im Juni 2024 zum Ortsbürgermeister von Niederbreitbach gewählt.
Die Vorgängerin war Susanne Hardt seit Juni 2019. Bei der Direktwahl am 26. Mai 2019 war sie mit einem Stimmenanteil von 84,79 % für fünf Jahre gewählt worden. Vorgänger von Susanne Hardt war Bruno Hoffmann, der das Amt 15 Jahre ausgeübt hatte.

### Wappen
| Wappen von Niederbreitbach | Blasonierung: „In Blau vor zwei linken silbernen Schrägfußwellenleisten eine goldene Burg, bestehend aus zwei verbundenen Rechtecken: das eine Rechteck langgestreckt als Sockelgeschoß mit einem Torbogen (der etwas aus der Mitte nach links gerückt ist) und rechts davon mit zwei geschlossenen Fensterläden in Form von je vier gleichschenkligen Dreiecken, alle mit der Spitze aneinanderstoßend, je eins der gegenüberliegenden Paare blau, das andere golden. Das zweite Rechteck hochkant über dem Torbogen mit einem gleichfalls hochkant dargestellten, rechteckigen, blauen Fenster oben rechts.“ |
| Wappen von Niederbreitbach | |

## Kultur und Sehenswürdigkeiten

### Sehenswürdigkeiten

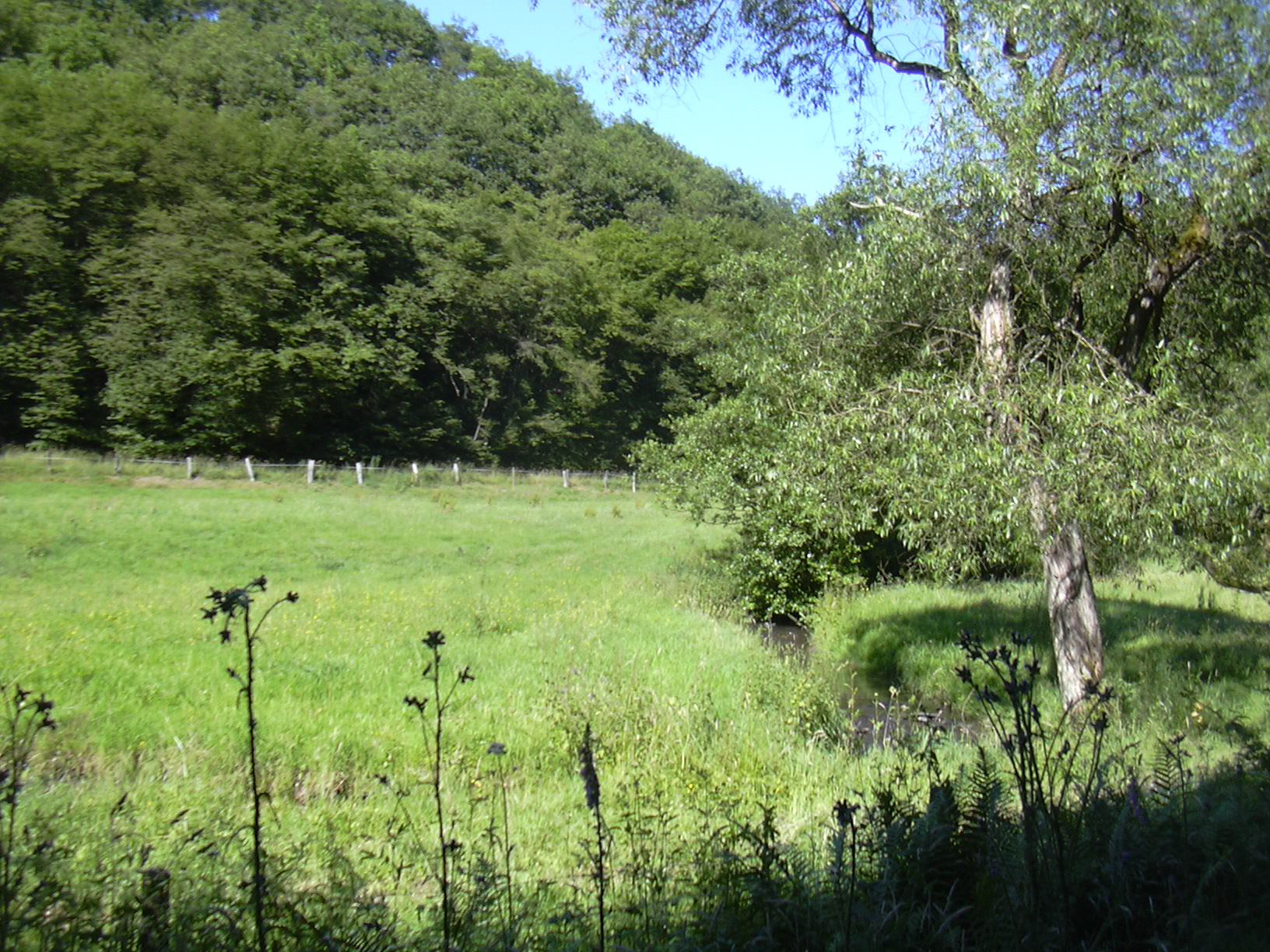
Feuchtwiese im Fockenbachtal

Wiedtal und Fockenbachtal bieten auf gut ausgebauten Wanderwegen Gelegenheit zu ausgiebigen Wanderungen in einer nahezu unberührten Natur. Rechts und links der Wanderwege lassen sich viele Zeugen der Vergangenheit entdecken, beispielsweise ein Flieger-Denkmal, etliche ehemalige Erzstollen und deren Verarbeitungsstätten sowie einige Mühlen (Fockenbachsmühle, Krölls-Mühle). Im Ort findet man noch Fachwerkhäuser aus dem 18. Jahrhundert.

#### Sankt Laurentius-Kapelle
Erbauung wahrscheinlich durch die Rheindorfer Benediktinerinnen. Die
Kapelle war früher dem hl. Nikolaus geweiht.
- 1393: Der „Nikolausberg“ wird erstmals in einem Kaufvertrag erwähnt.
- 1700: Vergrößerung des Langschiffes, Errichtung des Turmes, Ausstattung mit Barock-Altar
- 1912: Vergrößerung der Kapelle
- 1961: Bildung einer selbstständigen Pfarrei St. Laurentius, Niederbreitbach
- 1977: Umbau zur Friedhofskapelle

#### Burgruine Neuerburg
Die Burgruine Neuerburg liegt etwa 2,5 km östlich von Niederbreitbach auf etwa 250 m ü. NHN auf einer steil aufragenden Klippe über dem Fockenbach. Die Neuerburg um das Jahr 1170 erbaut. Die Burg ist Wanderern und Interessierten nicht zugänglich.

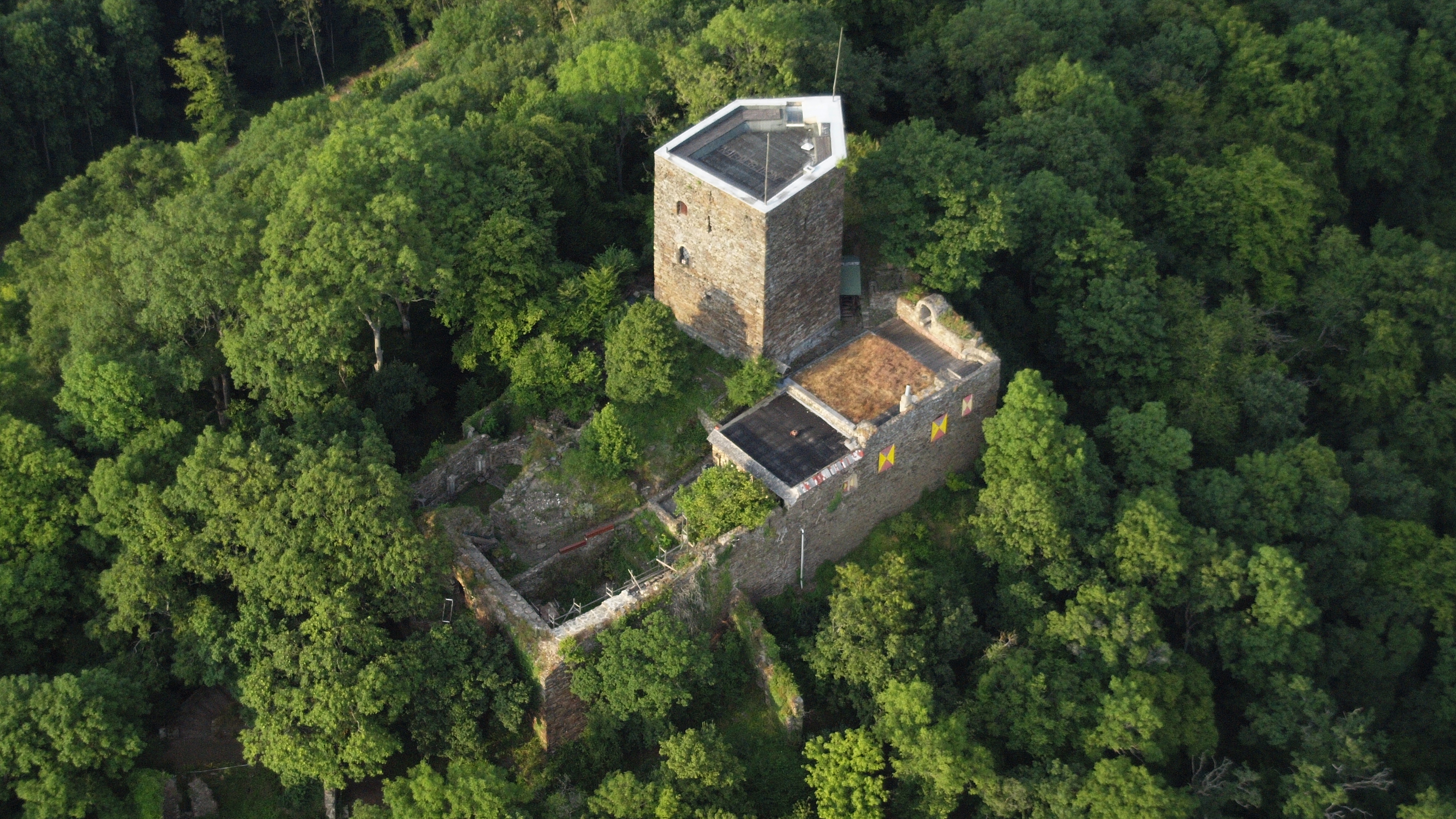
Neuerburg (Wied)

#### Klosterhof Nonnenbach
Zwischen Datzeroth und dem ehemaligen Forsthaus Nonnenbach, links der Kreisstraße, kann man noch heute Teile der Mauerreste des ehemaligen Klosterhofs Grenzelberg (Grundelberg, später Forsthaus Nonnenbach) sehen. Dieser Hof war von der ersten Hälfte des 12. Jahrhunderts bis in die Mitte des 16. Jahrhunderts in der Nutzung des Andernacher Marienklosters. Auch Teile des Brunnens, der nach dem Hofmann Laurentius benannt ist, sind in unmittelbarer Nähe noch erhalten. In der Vorstellung der Menschen soll die heutige Laurentiusfigur in der Niederbreitbacher Kirche diesem Brunnen entnommen worden sein.

#### Dorfmuseum

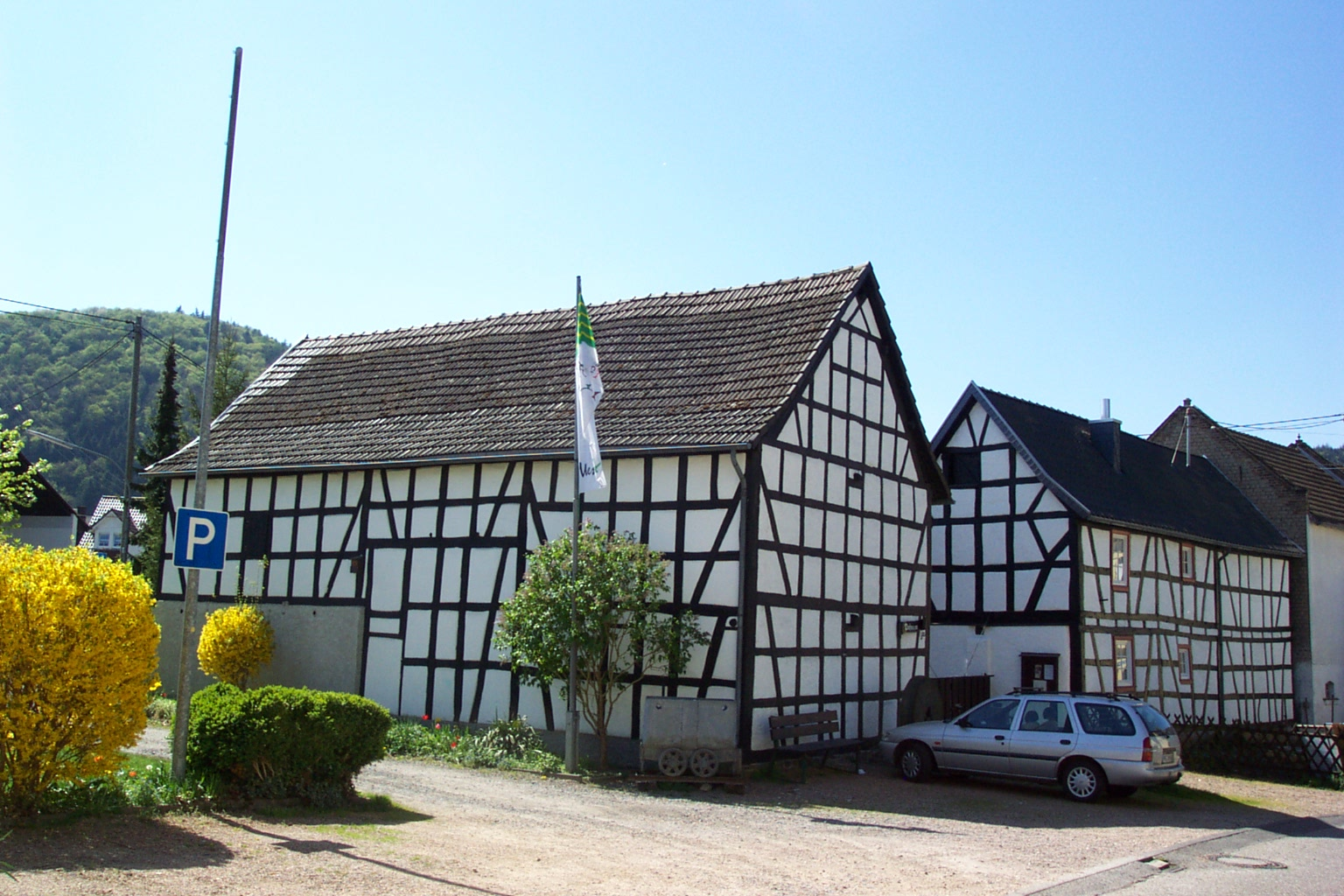
Das Dorfmuseum Niederbreitbach

Im Zentrum des Ortes öffnet das Dorfmuseum Niederbreitbach mehrfach im Jahr seine Pforten, um dem Besucher ein kleines Gehöft zu zeigen, das vor nicht mal 100 Jahren zwei bis drei Generationen unter einem Dach Brot und Herberge gab. Zu besichtigen sind unter anderem die Küche, eine „gute Stube“, eine Schusterwerkstatt, Grabungsfunde, ein Rekonstruktionsmodell der Neuerburg (in den verschiedenen Bauabschnitten), Dokumente, Bilder, Originalschriften und Fotografien.

### Musik
- Männergesangverein Concordia Niederbreitbach
- Kirchenchor „Cäcilia“ Niederbreitbach e. V.

### Regelmäßige Veranstaltungen
- Karnevalssonntag Umzug (14:11 Uhr)
- Fronleichnamsprozession
- Königsschießen der St. Hubertus Schützenbruderschaft und des Junggesellenvereins 1864 Niederbreitbach
- Am 2. Augustwochenende lädt der Junggesellenverein 1864 Niederbreitbach zu seiner traditionellen St. Laurentius-Kirmes ein.

### Bildung
- Kommunaler Kindergarten „Regenbogenland“
- Neuerburgschule, Grundschule
- Realschule Plus, Waldbreitbach
- Volkshochschule, Waldbreitbach

## Verkehr
Der Ort wird durch die Landesstraße L 255 mit Neuwied und Neustadt (Wied) bzw. Asbach und durch die L 257 mit Bad Hönningen und der Bundesstraße 256 verbunden. Die nächsten Autobahnanschlussstellen sind Neuwied und Neustadt/Wied an der Bundesautobahn 3.
Der nächste Bahnhof befindet sich in Bad Hönningen an der rechten Rheinstrecke.

## Persönlichkeiten
- Peter Wirth (* 1830 in Niederbreitbach; † 1871), deutscher Ordensgründer
- K. O. Götz (* 1914 in Aachen; † 2017 in Wolfenacker), Maler und Lyriker, Professur an der Kunstakademie Düsseldorf, Ehemann von Rissa
- Albert Hardt (* 1933 in Wolfenacker), Schriftsteller
- Rissa (bürgerlicher Name Karin Götz), Ehefrau von K. O. Götz, geb. 1938 in Chemnitz, von 1969 bis 2007 Professorin an der Kunstakademie Düsseldorf
- Gerhard Grüber (* 1962 in Niederbreitbach), Molekularbiologe, Professur an der Nanyang Technological University, Singapur[10]